# Offensive de Shwe Kokko
Guerre civile en Birmanie (depuis 2021)
Batailles
- Conflit armé birman
- Coup d'État de 2021 en Birmanie
- Manifestations de 2021-2022 en Birmanie
  - Mort de Mya Thwe Thwe Khine (en)
  - Mort de Kyal Sin (en)

Théâtres :
- Chin (en)
- Zone sèche (en)
- État de Rakhine (en)

Violences et affrontements précoces :
- Tentative d'assassinat de Bai Yingneng (en)
- Hlaingthaya
- Alaw Bum
- Kalay
- Thapyayaye
- Taze (en)
- Pégou
- Naungmon (en)
- Thaw Le Hta
- Mindat (en)
- Muse (en)
- Mandalay (en)
- Myin Thar (en)
- Myawaddy (en)
- Tabayin (en)
- 1re Demoso
- 1re Loikaw (en)

Campagne de 2021-2022 :
- Kachinthay (en)
- Lay Kay Kaw (en)
- Hnan Khar (en)
- Mo So
- Chindwin (en)
- 2e Demoso (en)
- 2e Loikaw (en)
- Thantlang
- Mon Taing Pin (en)
- Pekon (en)
- Let Yet Kone
- Khin-U (en)
- Assassinat de Ohn Thwin
- Kawkareik
- Meurtre de Saw Tun Moe (en)
- Hpakant
- Ti Bwar

Campagne de 2023-2024 :
- Tar Taing
- Pazigyi
- Pinlaung (en)
- Mese (en)
- Shwe Kokko
- Kanaung
- Laiza
- Taungthaman (en)
- 1027
  - Chinshwehaw (en)
  - Namhsan (en)
  - Laukkai
  - Kaladan
  - Lashio
- 3e Loikaw (en)
  - 1107
- Kyindwe (en)
- Kachin (en)
  - Bhamo (en)
- Myawaddy
- Rakhine
  - Buthidaung (en)
  - Byian Phyu
  - Ann
- Confrérie Chin (en)
- Assassinat d'Ashin Munindabhivamsa (en)
- Budalin
- Myingyan (en)
- Bhamo (en)
- Ngape (en)

L'offensive de Shwe Kokko est une offensive ratée menée par les organisations ethniques armées (EAO) karens et les Forces de défense du peuple (comprenant des éléments dissidents du Conseil de paix KNU/KNLA et du groupe dissident de l'Armée de Kawthoolei) sur la ville de Shwe Kokko, en Birmanie.

## Contexte
Shwe Kokko, une ville située dans la région frontalière thaïlandaise du district de Myawaddy, sert de siège aux Forces de garde-frontières karens (en) de Saw Chit Thu (en),.
Au fil du temps, la ville acquiert une certaine notoriété en tant que haut lieu du jeu pour les touristes chinois, centre d'escroqueries et destination de la traite des êtres humains,,.

### Armée de Kawthoolei
Le 17 juillet 2022, le commandant en chef déchu de l'Organisation de défense nationale karen (en) (KNDO), Nerdah Myah, forme l'Armée de Kawthoolei (KTLA) pour combattre la junte du Conseil administratif d'État de Birmanie de manière indépendante. Selon les médias karens, il forme le groupe après avoir prétendument entravé une enquête liée au massacre de 25 civils non armés.

## Offensive
Malgré l'animosité, la Brigade 5 du KNLA, l'Armée de Kawthoolei, une faction rebelle du Conseil de paix KNU/KNLA, et les Forces de défense du peuple lancent conjointement des attaques contre les positions de l'armée birmane et des Forces de garde-frontières (BGF) près de Shwe Kokko. Au début, les attaques se déroulent sans problème, aboutissant à la capture d'au moins cinq avant-postes des BGF.
Cependant, à partir du 8 avril, l'offensive commence à faiblir lorsque les hélicoptères Mi-35 (en) de l'armée birmane commencent à bombarder les positions anti-junte.

## Conséquences
Le 11 avril, les BGF reprennent le contrôle total de Shwe Kokko. Au moins 10 000 civils de diverses nationalités fuient vers la Thaïlande. Certains commandants de la KNLA (comme le chef de la Brigade 7) auraient aidé les BGF en échange de profits provenant d'une autre usine de fraude (en) de Myawaddy, KK Park (en). Bien que la Brigade 7 ait nié cette accusation, elle annonce que les forces de la KTLA n'ont pas le droit de se déplacer dans leur zone opérationnelle.
Bien que Shwe Kokko n'ait pas été confronté à une autre attaque, l'Alliance des Trois Fraternités et d'autres forces anti-junte réussissent à paralyser les opérations d'escroquerie dans la région de Kokang dans le cadre de l'opération 1027 six mois plus tard.